# Prospero Alpini
Prospero Alpini (Marostica, 23 de novembro de 1553 — Pádua, 6 de fevereiro de 1617) foi um botânico e médico italiano. Também é conhecido como Prosper Alpinus, Prospero Alpino e Prosper Alpin.

## Biografia
Após ter servido no exército milanês, iniciou seus estudos de medicina em Pádua em 1574, obtendo seu título de doutor em 1578]. Exerceu a função em Campo San Pietro, uma pequena cidade da província de Pádua, porém a sua paixão pela botânica, principalmente pelas plantas exóticas, levou-o para o Egito como médico pessoal do cônsul veneziano no Cairo, George Emo (ou George Hemi).
Passou três anos no Egito. Da observação da cultura das tamareiras, deduziu que os vegetais apresentam dois sexos, base da futura taxonomia linneana. Relatou que  as  tamareiras fêmeas não produzem frutos se os seus ramos não  estão em contato com os dos machos ou, de uma maneira mais geral, se as flores femininas não forem polvilhadas com o  pólen das flores masculinas ou forem postas em contacto com elas.
De regresso à Itália, passou a residir em Gênova, tornando-se médico de Andrea Doria. Em 1593, ocupou o posto de professor de botânica em Pádua, onde morreu 24 anos depois.
Seu filho, Alpino Alpini, que morreu em 1637, sucedeu-lhe na cátedra de Pádua.
A obra mais conhecida de Alpini é De Plantis Ægypti liber (Veneza, 1592). Na obra De Medicina Egyptiorum (Veneza, 1591), descreve pela primeira vez na Europa o cafeeiro. No mesmo trabalho incluiu a banana e o baobá.
O gênero Alpinia, da família das Zingiberaceae,  foi nomeado em sua honra por Carl von Linné.

## Publicações

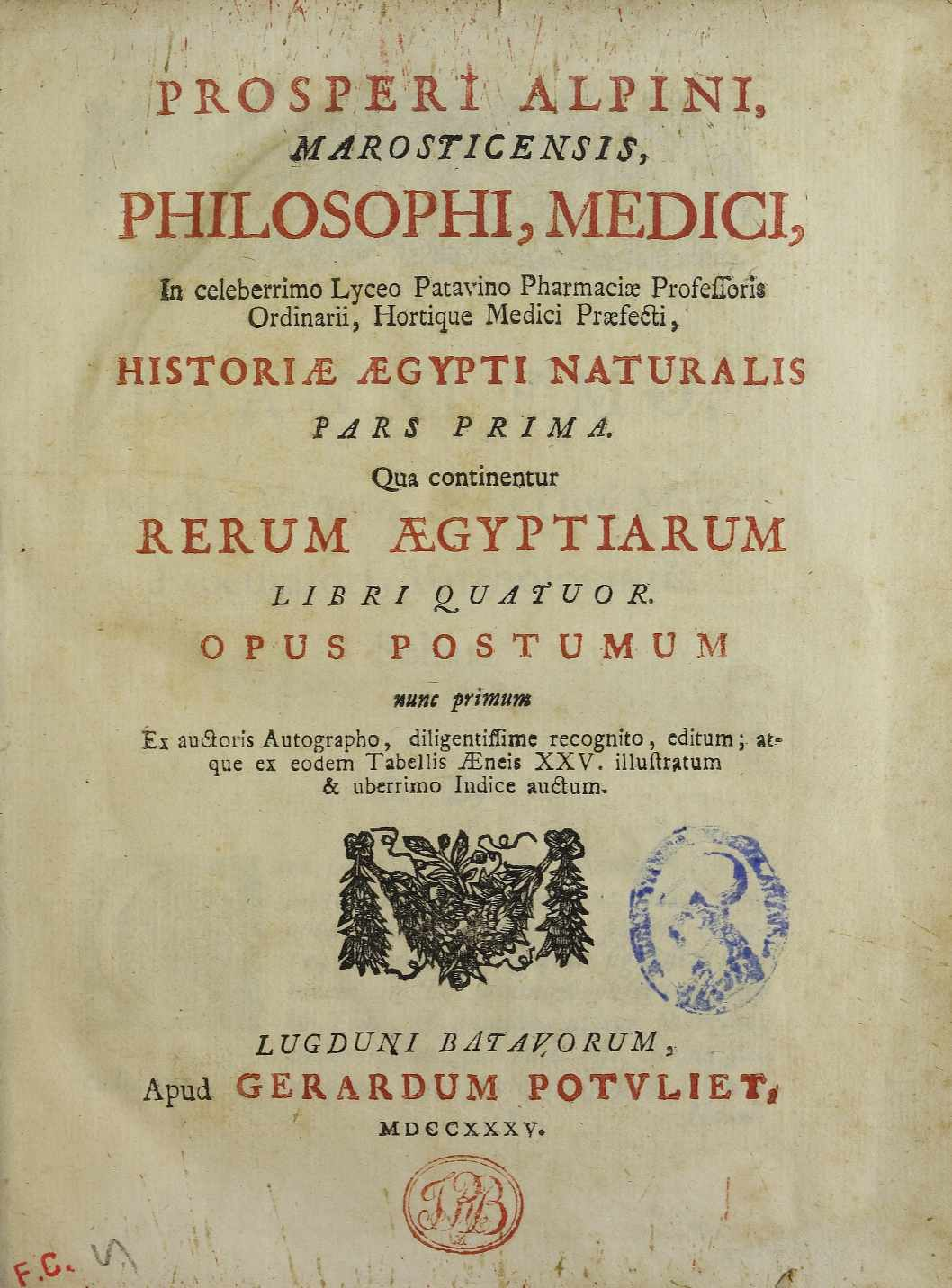
Historia Aegypti naturalis, 1735

- De plantis Aegypti. Veneza, F. de Franceschi di Siena, 1592.
- De Medecina aegyptiorum libri IV. Nicolas Redelichuysen, Paris, 1645. Este trabalho de medicina dos egípcios foi publicado pela primeira vez em Veneza, em 1591, reeditado em Paris com o tratado de Jacob Bontius sobre a medicina das Índias.
- De plantis exoticis (1627).
- De plantis exoticis libri duo… Veneza, Giovanni Guerigli, 1629. Neste livro descreve 145 plantas, sendo a maioria de origem cretense.
- De praesagienda vita & morte aegrotantium libri septem. In quibus ars tota Hippocrtica praedicendi in aegrotis varios morborum eventus, cum ex veterum medicorum dogmatis, tum ex longa accurataque observatione, nova methodo elucescit. Cum praefatione Hermanni Boerhaave. Editio altera Leidensis, cujus Textum recensuit, passim emendavit, supplevit, citata Hippocratis loca accuravit, Hieron. Dav. Gaubius… Cum capitum & rerum duplici indice. Leiden, ex officina Isaaci Severini, 1733.
- Historiæ Ægypti Naturalis. Pars Prima. Qua continentur Rerum Ægyptiarum. [Pars secunda, sive, de Plantis Ægypti. Cum observationibus. Leiden : apud Gerardum Potuliet, 1735.